# چارلی بارنت (کمدین)
چارلی بارنت (انگلیسی: Charlie Barnett؛ ۲۳ سپتامبر ۱۹۵۴ – ۱۶ مارس ۱۹۹۶) یک هنرپیشه اهل ایالات متحده آمریکا بود. 